# Vietteania catadela
Vietteania catadela är en fjärilsart som beskrevs av Fletcher 1961. Vietteania catadela ingår i släktet Vietteania och familjen nattflyn. Inga underarter finns listade i Catalogue of Life.